# The Dinosaur Hunter
The Dinosaur Hunter es un telefilme estadounidense de aventura y drama de 2000, dirigido por Rick Stevenson, escrito por Edwina Follows y basado en el libro My Daniel de Pam Conrad, musicalizado por Ross Nykiforuk y Jay Semko, en la fotografía estuvo Gerald Packer y los protagonistas son Simon MacCorkindale, Roberta Maxwell y Shaun Johnston, entre otros. Este largometraje fue realizado por Independent Moving Productions Inc. (IMPinc.) y se estrenó el 5 de agosto de 2000.

## Sinopsis
Una chica de 13 años y su hermano más grande viven en una granja, en el lugar hay unos paleontólogos tratando de encontrar fósiles.